# Austria na Zimowych Igrzyskach Olimpijskich 2022
Austria na Zimowych Igrzyskach Olimpijskich 2022 – występ kadry sportowców reprezentujących Austrię na igrzyskach olimpijskich, które odbyły się w Pekinie, w Chińskiej Republice Ludowej, w dniach 4–20 lutego 2022 roku.
Reprezentacja Austrii liczyła stu pięcioro zawodników – czterdzieści jeden kobiet i sześćdziesięciu czterech mężczyzn.
Był to dwudziesty czwarty start Austrii na zimowych igrzyskach olimpijskich.

## Zdobyte medale
Austriacy zdobyli 18 medali - 7 złotych, 7 srebrnych i 4 brązowe. Najwięcej z nich - 7, w tym 3 złote, były zasługą narciarzy alpejskich.
Był to drugi wynik w dotychczasowej historii startów Austrii na zimowych igrzyskach olimpijskich i najlepszy od Zimowych Igrzyskach Olimpijskich 2006 w Turynie.
Najbardziej utytułowanym austriackim zawodnikiem igrzysk został narciarz alpejski Johannes Strolz - zdobywca dwóch złotych i jednego srebrnego medalu.
| Medal  | Zawodnik                                                                   | Dyscyplina            | Konkurencja                | Rezultat   | Data      |
| ------ | -------------------------------------------------------------------------- | --------------------- | -------------------------- | ---------- | --------- |
| Złoto  | Matthias Mayer                                                             | Narciarstwo alpejskie | supergigant mężczyzn       | 1:19,94    | 8 lutego  |
| Złoto  | Johannes Strolz                                                            | Narciarstwo alpejskie | Superkombinacja mężczyzn   | 2:31,43    | 8 lutego  |
| Złoto  | Benjamin Karl                                                              | snowboarding          | slalom równoległy mężczyzn |            | 8 lutego  |
| Złoto  | Alessandro Hämmerle                                                        | snowboarding          | snowboard cross mężczyzn   |            | 10 lutego |
| Złoto  | Stefan Kraft Daniel Huber Jan Hörl Manuel Fettner                          | Skoki narciarskie     | drużynowo                  | 942,7 pkt  | 14 lutego |
| Złoto  | Anna Gasser                                                                | snowboarding          | big air kobiet             | 185,50 pkt | 15 lutego |
| Złoto  | Katharina Truppe Stefan Brennsteiner Katharina Liensberger Johannes Strolz | Narciarstwo alpejskie | zawody drużynowe           |            | 20 lutego |
| Srebro | Wolfgang Kindl                                                             | Saneczkarstwo         | jedynki mężczyzn           | 3:48,895   | 6 lutego  |
| Srebro | Manuel Fettner                                                             | Skoki narciarskie     | skocznia normalna          | 270,8 pkt  | 6 lutego  |
| Srebro | Daniela Ulbing                                                             | snowboarding          | slalom rónoległy kobiet    |            | 8 lutego  |
| Srebro | Katharina Liensberger                                                      | Narciarstwo alpejskie | slalom kobiet              | 1:45,06    | 9 lutego  |
| Srebro | Madeleine Egle Wolfgang Kindl Thomas Steu Lorenz Koller                    | Saneczkarstwo         | sztafeta                   | 3:03,486   | 10 lutego |
| Srebro | Mirjam Puchner                                                             | Narciarstwo alpejskie | supergigant kobiet         | 1:13,73    | 11 lutego |
| Srebro | Johannes Strolz                                                            | Narciarstwo alpejskie | slalom mężczyzn            | 1:44,70    | 16 lutego |
| Brąz   | Teresa Stadlober                                                           | Biegi narciarskie     | bieg łączony kobiet        | 44:44,2    | 5 lutego  |
| Brąz   | Matthias Mayer                                                             | Narciarstwo alpejskie | zjazd mężczyzn             | 1:42,85    | 7 lutego  |
| Brąz   | Thomas Steu Lorenz Koller                                                  | Saneczkarstwo         | dwójki mężczyzn            | 1:57,065   | 9 lutego  |
| Brąz   | Lukas Greiderer                                                            | Kombinacja norweska   | skocznia normalna/10 km    | 25:14,3    | 9 lutego  |

## Reprezentanci

### Biathlon
| Zawodnik                                                | Konkurencja                | Czas                                      | Strzelanie                           | Miejsce | Źródło |
| ------------------------------------------------------- | -------------------------- | ----------------------------------------- | ------------------------------------ | ------- | ------ |
| Simon Eder                                              | bieg indywidualny mężczyzn | 52:09.4                                   | 2 (0+0+1+1)                          | 20.     | [ 1 ]  |
| Simon Eder                                              | bieg masowy mężczyzn       | 40:10.8                                   | 2 (2+0+0+0)                          | 7.      | [ 1 ]  |
| Simon Eder                                              | bieg pościgowy mężczyzn    | 44:18.7                                   | 5 (0+2+2+1)                          | 37.     | [ 1 ]  |
| Simon Eder                                              | sprint mężczyzn            | 25:26.9                                   | 1 (0+1)                              | 18.     | [ 1 ]  |
| Lisa Hauser                                             | bieg indywidualny kobiet   | 46:36.0                                   | 3 (0+1+1+1)                          | 17.     | [ 2 ]  |
| Lisa Hauser                                             | bieg masowy kobiet         | 42:07.6                                   | 4 (0+1+1+2)                          | 11.     | [ 2 ]  |
| Lisa Hauser                                             | bieg pościgowy kobiet      | 36:56.7                                   | 2 (0+0+1+1)                          | 7.      | [ 2 ]  |
| Lisa Hauser                                             | sprint kobiet              | 21:31.6                                   | 0 (0+0)                              | 4.      | [ 2 ]  |
| Katharina Innerhofer                                    | bieg indywidualny kobiet   | 48:10.0                                   | 4 (0+2+0+2)                          | 26.     | [ 3 ]  |
| Katharina Innerhofer                                    | bieg masowy kobiet         | 42:42.7                                   | 6 (1+0+2+3)                          | 14.     | [ 3 ]  |
| Katharina Innerhofer                                    | bieg pościgowy kobiet      | 38:24.7                                   | 3 (0+0+1+2)                          | 22.     | [ 3 ]  |
| Katharina Innerhofer                                    | sprint kobiet              | 22:26.4                                   | 2 (0+2)                              | 21.     | [ 3 ]  |
| Patrick Jakob                                           | sprint mężczyzn            | 27:10.9                                   | 1 (0+1)                              | 72.     | [ 4 ]  |
| Anna Juppe                                              | bieg indywidualny kobiet   | 52:49.7                                   | 8 (1+3+1+3)                          | 75.     | [ 5 ]  |
| David Komatz                                            | bieg indywidualny mężczyzn | 54:24.1                                   | 3 (1+0+1+1)                          | 45.     | [ 6 ]  |
| David Komatz                                            | sprint mężczyzn            | 27:02.5                                   | 2 (0+2)                              | 69.     | [ 6 ]  |
| Felix Leitner                                           | bieg indywidualny mężczyzn | 51:41.7                                   | 1 (1+0+0+0)                          | 16.     | [ 7 ]  |
| Felix Leitner                                           | bieg masowy mężczyzn       | 43:37.9                                   | 7 (2+1+2+2)                          | 29.     | [ 7 ]  |
| Felix Leitner                                           | bieg pościgowy mężczyzn    | 42:16.3                                   | 1 (0+1+0+0)                          | 10.     | [ 7 ]  |
| Felix Leitner                                           | sprint mężczyzn            | 26:33.8                                   | 2 (1+1)                              | 46.     | [ 7 ]  |
| Harald Lemmerer                                         | bieg indywidualny mężczyzn | 55:22.7                                   | 4 (0+1+2+1)                          | 57.     | [ 8 ]  |
| Julia Schwaiger                                         | bieg indywidualny kobiet   | 48:42.2                                   | 3 (2+1+0+0)                          | 31.     | [ 9 ]  |
| Julia Schwaiger                                         | bieg pościgowy kobiet      | 40:42.2                                   | 3 (0+0+1+2)                          | 44.     | [ 9 ]  |
| Julia Schwaiger                                         | sprint kobiet              | 23:16.2                                   | 2 (1+1)                              | 45.     | [ 9 ]  |
| Dunja Zdouc                                             | sprint kobiet              | 25:32.1                                   | 2 (0+2)                              | 85.     | [ 10 ] |
| Dunja Zdouc Lisa Hauser Anna Juppe Katharina Innerhofer | sztafeta kobiet            | 18:13,0 18:12,3 19:51,3 18:51,0 1:15:07,6 | 0+0 0+0 0+1 0+0 2+3 0+0 0+0 1+3 3+7  | 9.      | [ 11 ] |
| David Komatz Simon Eder Felix Leitner Harald Lemmerer   | sztafeta mężczyzn          | 20:34,2 20:33,2 20:10,9 22:13,6 1:23:31,9 | 0+2 0+0 0+0 0+2 0+0 0+0 0+1 2+3 2+8  | 10.     | [ 12 ] |
| Julia Schwaiger Lisa Hauser Simon Eder Felix Leitner    | sztafeta mieszana          | 19:25,7 18:41,6 15:49,8 15:47,1 1:09:44,2 | 0+2 1+3 1+3 0+0 0+1 0+3 0+0 0+1 2+13 | 10.     | [ 13 ] |

### Biegi narciarskie
| Zawodnik                         | Konkurencja                | Kwalifikacje | Kwalifikacje | Ćwierćfinały | Ćwierćfinały | Półfinały | Półfinały | Finał     | Finał   | Źródło |
| Zawodnik                         | Konkurencja                | Czas         | Miejsce      | Czas         | Miejsce      | Czas      | Miejsce   | Czas      | Miejsce | Źródło |
| -------------------------------- | -------------------------- | ------------ | ------------ | ------------ | ------------ | --------- | --------- | --------- | ------- | ------ |
| Michael Föttinger                | sprint mężczyzn            | 2:56.58      | 39.          | NQ           | NQ           | NQ        | NQ        | NQ        | 39.     | [ 14 ] |
| Benjamin Moser                   | sprint mężczyzn            | 2:58.07      | 43.          | NQ           | NQ           | NQ        | NQ        | NQ        | 43.     | [ 15 ] |
| Teresa Stadlober                 | bieg indywidualny kobiet   | —            | —            | —            | —            | —         | —         | 29:16.9   | 9.      | [ 16 ] |
| Teresa Stadlober                 | bieg łączony kobiet        | —            | —            | —            | —            | —         | —         | 44:44.2   | brąz    | [ 16 ] |
| Teresa Stadlober                 | bieg masowy kobiet         | —            | —            | —            | —            | —         | —         | 1:28:36.5 | 11.     | [ 16 ] |
| Lisa Unterweger                  | bieg indywidualny kobiet   | —            | —            | —            | —            | —         | —         | 31:02.1   | 31.     | [ 17 ] |
| Lisa Unterweger                  | sprint kobiet              | 3:24.83      | 34.          | NQ           | NQ           | NQ        | NQ        | NQ        | 34.     | [ 17 ] |
| Mika Vermeulen                   | bieg indywidualny mężczyzn | —            | —            | —            | —            | —         | —         | 40:37.8   | 23.     | [ 18 ] |
| Mika Vermeulen                   | bieg łączony mężczyzn      | —            | —            | —            | —            | —         | —         | 1:20:40.0 | 16.     | [ 18 ] |
| Teresa Stadlober Lisa Unterweger | sprint drużynowy kobiet    | —            | —            | —            | —            | 23:08,34  | 3. Q      | 22:55,25  | 6.      | [ 19 ] |
| Michael Föttinger Benjamin Moser | sprint drużynowy mężczyzn  | —            | —            | —            | —            | 20:07,78  | 4. Q      | 21:15,00  | 10.     | [ 20 ] |

### Bobsleje
| Zawodnik                                                           | Konkurencja      | 1. przejazd | 1. przejazd | 2. przejazd | 2. przejazd | 3. przejazd | 3. przejazd | 4. przejazd | 4. przejazd | Suma    | Suma    | Źródło |
| Zawodnik                                                           | Konkurencja      | Czas        | Miejsce     | Czas        | Miejsce     | Czas        | Miejsce     | Czas        | Miejsce     | Czas    | Miejsce | Źródło |
| ------------------------------------------------------------------ | ---------------- | ----------- | ----------- | ----------- | ----------- | ----------- | ----------- | ----------- | ----------- | ------- | ------- | ------ |
| Katrin Beierl                                                      | monobob kobiet   | 1:05,39     | 8           | 1:06,00     | 13          | 1:06,57     | 16          | 1:06,56     | 17          | 4:24,52 | 14.     | [ 21 ] |
| Katrin Beierl Jennifer Onasanya                                    | dwójki kobiet    | 1:01,91     | 13.         | 1:02,12     | 12.         | 1:01,89     | 9.          | 1:02,32     | 16.         | 4:08,24 | 10.     | [ 22 ] |
| Benjamin Maier Markus Sammer                                       | dwójki mężczyzn  | 59,51       | 5.          | 59,96       | 8.          | 59,64       | 6.          | 1:00,01     | 9.          | 3:59,12 | 5.      | [ 23 ] |
| Markus Treichl Markus Glueck                                       | dwójki mężczyzn  | 1:00,42     | 26.         | 1:00,52     | 25.         | 1:00,66     | 27.         | NQ          | NQ          | 3:01,60 | 26.     | [ 23 ] |
| Benjamin Maier Sascha Stepan Markus Sammer Kristian Huber          | czwórki mężczyzn | 58,76       | 8.          | 59,46       | 11.         | 59,17       | 11.         | 1:00,10     | 20.         | 3:57,49 | 12.     | [ 24 ] |
| Markus Treichl Markus Glueck Sebastian Mitterer Robert Eckschlager | czwórki mężczyzn | 59,53       | 2.1         | 1:00,07     | 24.         | 59,59       | 21.         | NQ          | NQ          | 2:59,19 | 22.     | [ 24 ] |

### Kombinacja norweska
| Zawodnik                                                          | Konkurencja                     | Skok                    | Skok                          | Skok    | Bieg                                    | Bieg    | Miejsce | Źródło |
| Zawodnik                                                          | Konkurencja                     | Odległość               | Punkty                        | Miejsce | Czas                                    | Miejsce | Miejsce | Źródło |
| ----------------------------------------------------------------- | ------------------------------- | ----------------------- | ----------------------------- | ------- | --------------------------------------- | ------- | ------- | ------ |
| Martin Fritz                                                      | skocznia normalna/bieg na 10 km | 96.0                    | 105.2                         | 18.     | 25:02.4                                 | 14.     | 12.     | [ 25 ] |
| Lukas Greiderer                                                   | skocznia normalna/bieg na 10 km | 103.5                   | 123.4                         | 2.      | 24:36.3                                 | 7.      | brąz    | [ 26 ] |
| Lukas Greiderer                                                   | skocznia duża/bieg na 10 km     | 129.0                   | 112.8                         | 11.     | 25:37.1                                 | 4.      | 5.      | [ 26 ] |
| Johannes Lamparter                                                | skocznia normalna/bieg na 10 km | 100.0                   | 116.9                         | 5.      | 24:12.7                                 | 3.      | 4.      | [ 27 ] |
| Johannes Lamparter                                                | skocznia duża/bieg na 10 km     | 128.0                   | 118.1                         | 8.      | 26:04.3                                 | 8.      | 6.      | [ 27 ] |
| Franz-Josef Rehrl                                                 | skocznia normalna/bieg na 10 km | 102.0                   | 115.8                         | 7.      | 25:08.3                                 | 17.     | 9.      | [ 28 ] |
| Franz-Josef Rehrl                                                 | skocznia duża/bieg na 10 km     | 135.5                   | 121.9                         | 6.      | 27:10.2                                 | 23.     | 11.     | [ 28 ] |
| Mario Seidl                                                       | skocznia duża/bieg na 10 km     | 130.0                   | 119.5                         | 7.      | 27:07.5                                 | 21.     | 13.     | [ 29 ] |
| Martin Fritz Johannes Lamparter Lukas Greiderer Franz-Josef Rehrl | drużynowo                       | 121,0 140,0 130,0 141,0 | 101,2 125,5 121,2 127,5 475,4 | 1.      | 12:56,6 12:36,6 12:31,6 13:39,9 51:44,7 | 8.      | 4.      | [ 30 ] |

### Łyżwiarstwo figurowe
| Zawodnik                      | Konkurencja   | SP     | SP    | FS     | FS   | Nota łączna | Nota łączna | Źródło |
| Zawodnik                      | Konkurencja   | Punkty | Poz.  | Punkty | Poz. | Punkty      | Poz.        | Źródło |
| ----------------------------- | ------------- | ------ | ----- | ------ | ---- | ----------- | ----------- | ------ |
| Olha Mikutina                 | solistki      | 61,14  | 18. Q | 121,06 | 14.  | 182,20      | 14.         | [ 31 ] |
| Miriam Ziegler Severin Kiefer | pary sportowe | 51,96  | 18.   | NQ     | NQ   | 51,96       | 18.         | [ 32 ] |

### Łyżwiarstwo szybkie
| Zawodnik       | Konkurencja   | Finał   | Finał  | Finał   | Źródło |
| Zawodnik       | Konkurencja   | Czas    | Strata | Miejsce | Źródło |
| -------------- | ------------- | ------- | ------ | ------- | ------ |
| Vanessa Herzog | 500 m kobiet  | 37,28   | +0,24  | 4.      | [ 33 ] |
| Vanessa Herzog | 1000 m kobiet | 1:15,64 | +2,45  | 8.      | [ 33 ] |

| Zawodnik     | Konkurencja          | Półfinał | Półfinał | Półfinał | Finał   | Finał  | Finał   | Miejsce | Źródło |
| Zawodnik     | Konkurencja          | Czas     | Punkty   | Miejsce  | Czas    | Punkty | Miejsce | Miejsce | Źródło |
| ------------ | -------------------- | -------- | -------- | -------- | ------- | ------ | ------- | ------- | ------ |
| Gabriel Odor | bieg masowy mężczyzn | 7:44,28  | 10       | 4. Q     | 8:10,46 | 2      | 10.     | 10.     | [ 34 ] |

### Narciarstwo alpejskie
| Zawodnik              | Konkurencja              | 1 przejazd | 1 przejazd | 2 przejazd | 2 przejazd | Łącznie | Łącznie | Źródło |
| Zawodnik              | Konkurencja              | Czas       | Pozycja    | Czas       | Pozycja    | Czas    | Pozycja | Źródło |
| --------------------- | ------------------------ | ---------- | ---------- | ---------- | ---------- | ------- | ------- | ------ |
| Stefan Brennsteiner   | slalom gigant mężczyzn   | 1:02,97    | 2.         | 1:22:01    | 40.        | 2:24,98 | 27.     | [ 35 ] |
| Stephanie Brunner     | slalom gigant kobiet     | DNF        | DNF        | NQ         | NQ         | DNF     | DNF     | [ 36 ] |
| Manuel Feller         | slalom mężczyzn          | DNF        | DNF        | NQ         | NQ         | DNF     | DNF     | [ 37 ] |
| Manuel Feller         | slalom gigant mężczyzn   | 1:03,67    | 7.         | DNF        | DNF        | DNF     | DNF     | [ 37 ] |
| Max Franz             | supergigant mężczyzn     | —          | —          | —          | —          | DNF     | DNF     | [ 38 ] |
| Max Franz             | zjazd mężczyzn           | —          | —          | —          | —          | 1:43,52 | 9.      | [ 38 ] |
| Katharina Gallhuber   | slalom kobiet            | 53,40      | 10.        | 53,93      | 25.        | 1:47,33 | 14.     | [ 39 ] |
| Raphael Haaser        | slalom gigant mężczyzn   | 1:04,99    | 17.        | 1:07,40    | 9.         | 2:12,39 | 11.     | [ 40 ] |
| Raphael Haaser        | supergigant mężczyzn     | —          | —          | —          | —          | DNF     | DNF     | [ 40 ] |
| Raphael Haaser        | superkombinacja mężczyzn | 1:44,63    | 10.        | 48,64      | 4.         | 2:33,27 | 7.      | [ 40 ] |
| Daniel Hemetsberger   | zjazd mężczyzn           | —          | —          | —          | —          | 1:44,59 | 21.     | [ 41 ] |
| Katharina Huber       | slalom kobiet            | 53,54      | 12.        | 53,38      | 18.        | 1:46,92 | 12.     | [ 42 ] |
| Katharina Huber       | superkombinacja kobiet   | 1:35,68    | 19.        | 53,12      | 2.         | 2:28,80 | 5.      | [ 42 ] |
| Cornelia Hütter       | supergigant kobiet       | —          | —          | —          | —          | 1:14,19 | 8.      | [ 43 ] |
| Cornelia Hütter       | zjazd kobiet             | —          | —          | —          | —          | 1:33,35 | 7.      | [ 43 ] |
| Vincent Kriechmayr    | supergigant mężczyzn     | —          | —          | —          | —          | 1:20,70 | 5.      | [ 44 ] |
| Vincent Kriechmayr    | zjazd mężczyzn           | —          | —          | —          | —          | 1:43,45 | 8.      | [ 44 ] |
| Katharina Liensberger | slalom kobiet            | 52,83      | 7.         | 52,23      | 2.         | 1:45,06 | srebro  | [ 45 ] |
| Katharina Liensberger | slalom gigant kobiet     | 59,34      | 13.        | 58,90      | 17.        | 1:58,24 | 15.     | [ 45 ] |
| Michael Matt          | slalom mężczyzn          | 54,36      | 7.         | DNF        | DNF        | DNF     | DNF     | [ 46 ] |
| Matthias Mayer        | supergigant mężczyzn     | —          | —          | —          | —          | 1:19,94 | złoto   | [ 47 ] |
| Matthias Mayer        | zjazd mężczyzn           | —          | —          | —          | —          | 1:42,85 | brąz    | [ 47 ] |
| Mirjam Puchner        | supergigant kobiet       | —          | —          | —          | —          | 1:13,73 | srebro  | [ 48 ] |
| Mirjam Puchner        | zjazd kobiet             | —          | —          | —          | —          | 1:33,45 | 8.      | [ 48 ] |
| Ariane Rädler         | supergigant kobiet       | —          | —          | —          | —          | 1:15,33 | 20.     | [ 49 ] |
| Christine Scheyer     | superkombinacja kobiet   | 1:32,42    | 1.         | 56,83      | 7.         | 2:29,25 | 6.      | [ 50 ] |
| Marco Schwarz         | slalom mężczyzn          | 56,26      | 25.        | 50,35      | 5.         | 1:46,61 | 17.     | [ 51 ] |
| Marco Schwarz         | slalom gigant mężczyzn   | 1:05,04    | 18.        | 1:07,43    | 11.        | 2:12,47 | 14.     | [ 51 ] |
| Marco Schwarz         | superkombinacja mężczyzn | 1:44,07    | 5.         | 48,64      | 4.         | 2:32,71 | 5.      | [ 51 ] |
| Ramona Siebenhofer    | slalom gigant kobiet     | 59,86      | 19.        | DNF        | DNF        | DNF     | DNF     | [ 52 ] |
| Ramona Siebenhofer    | superkombinacja kobiet   | 1:32,56    | 3.         | 57,13      | 10.        | 2:29,69 | 7.      | [ 52 ] |
| Ramona Siebenhofer    | zjazd kobiet             | —          | —          | —          | —          | 1:33,81 | 12.     | [ 52 ] |
| Otmar Striedinger     | zjazd mężczyzn           | —          | —          | —          | —          | DNS     | DNS     | [ 53 ] |
| Johannes Strolz       | slalom mężczyzn          | 53,92      | 1.         | 50,78      | 13.        | 1:44,70 | srebro  | [ 54 ] |
| Johannes Strolz       | superkombinacja mężczyzn | 1:43,87    | 4.         | 47,56      | 1.         | 2:31,43 | złoto   | [ 54 ] |
| Tamara Tippler        | supergigant kobiet       | —          | —          | —          | —          | 1:13,84 | 4.      | [ 55 ] |
| Tamara Tippler        | zjazd kobiet             | —          | —          | —          | —          | 1:34,39 | 19.     | [ 55 ] |
| Katharina Truppe      | slalom kobiet            | DNF        | DNF        | NQ         | NQ         | DNF     | DNF     | [ 56 ] |
| Katharina Truppe      | slalom gigant kobiet     | 57,86      | 2.         | 58,63      | 14.        | 1:56,49 | 4.      | [ 56 ] |

drużynowe
| Zawodnicy                                                                                               | Konkurencja      | 1/8 finału       | Ćwierćfinał      | Półfinał         | Mecz o brązowy medal | Finał            | Miejsce | Źródło |
| Zawodnicy                                                                                               | Konkurencja      | Przeciwnik Wynik | Przeciwnik Wynik | Przeciwnik Wynik | Przeciwnik Wynik     | Przeciwnik Wynik | Miejsce | Źródło |
| --- | ---------------- | ---------------- | ---------------- | ---------------- | -------------------- | ---------------- | ------- | ------ |
| Katharina Huber Katharina Liensberger Katharina Truppe Stefan Brennsteiner Michael Matt Johannes Strolz | zawody drużynowe | BYE              | Słowenia · W 3–1 | Norwegia · W 2–2 | BYE                  | Niemcy · W 2–2   | złoto   | [ 57 ] |

### Narciarstwo dowolne
big air, halfpipe i slopestyle
| Zawodnik      | Konkurencja         | Kwalifikacje | Kwalifikacje | Kwalifikacje | Kwalifikacje | Kwalifikacje | Finał | Finał | Finał | Finał | Miejsce | Źródło |
| Zawodnik      | Konkurencja         | Z1           | Z2           | Z3           | W            | M            | Z1    | Z2    | Z3    | W     | Miejsce | Źródło |
| ------------- | ------------------- | ------------ | ------------ | ------------ | ------------ | ------------ | ----- | ----- | ----- | ----- | ------- | ------ |
| Daniel Bacher | big air mężczyzn    | 75.00        | 56.75        | 69.00        | 144.00       | 21.          | NQ    | NQ    | NQ    | NQ    | 21.     | [ 58 ] |
| Daniel Bacher | slopestyle mężczyzn | 63.60        | 16.21        | —            | 63.60        | 17.          | NQ    | NQ    | NQ    | NQ    | 17.     | [ 58 ] |
| Marco Ladner  | halfpipe mężczyzn   | 53.50        | 6.50         | —            | 53.50        | 17.          | NQ    | NQ    | NQ    | NQ    | 17.     | [ 59 ] |
| Matěj Švancer | big air mężczyzn    | 61.75        | 27.75        | 25.50        | 89.50        | 26.          | NQ    | NQ    | NQ    | NQ    | 26.     | [ 60 ] |
| Matěj Švancer | slopestyle mężczyzn | 37.25        | 74.86        | —            | 74.86        | 9.           | 73.05 | 31.86 | 49.83 | 73.05 | 8.      | [ 60 ] |
| Laura Wallner | big air kobiet      | 59.50        | 9.00         | 9.00         | 68.50        | 23.          | NQ    | NQ    | NQ    | NQ    | 23.     | [ 61 ] |
| Laura Wallner | slopestyle kobiet   | 30.36        | 30.70        | —            | 30.70        | 25.          | NQ    | NQ    | NQ    | NQ    | 25.     | [ 61 ] |
| Lara Wolf     | big air kobiet      | 25.25        | 36.25        | 55.25        | 91.50        | 21.          | NQ    | NQ    | NQ    | NQ    | 21.     | [ 62 ] |
| Lara Wolf     | slopestyle kobiet   | 62.56        | 24.38        | —            | 62.56        | 14.          | NQ    | NQ    | NQ    | NQ    | 14.     | [ 62 ] |

jazda po muldach
| Zawodnicy          | Konkurencja             | Kwalifikacje | Kwalifikacje | Kwalifikacje | Kwalifikacje | Kwalifikacje | Kwalifikacje | Finał      | Finał      | Finał      | Finał      | Finał      | Finał      | Finał      | Finał      | Finał      | Miejsce | Źródło |
| Zawodnicy          | Konkurencja             | Przejazd 1   | Przejazd 1   | Przejazd 1   | Przejazd 2   | Przejazd 2   | Przejazd 2   | Przejazd 1 | Przejazd 1 | Przejazd 1 | Przejazd 2 | Przejazd 2 | Przejazd 2 | Przejazd 3 | Przejazd 3 | Przejazd 3 | Miejsce | Źródło |
| Zawodnicy          | Konkurencja             | Czas         | Punkty       | Miejsce      | Czas         | Punkty       | Miejsce      | Czas       | Punkty     | Miejsce    | Czas       | Punkty     | Miejsce    | Czas       | Punkty     | Miejsce    | Miejsce | Źródło |
| ------------------ | ----------------------- | ------------ | ------------ | ------------ | ------------ | ------------ | ------------ | ---------- | ---------- | ---------- | ---------- | ---------- | ---------- | ---------- | ---------- | ---------- | ------- | ------ |
| Katharina Ramsauer | jazda po muldach kobiet | 31.94        | 44.17        | 24.          | 31.04        | 42.74        | 19.          | NQ         | NQ         | NQ         | NQ         | NQ         | NQ         | NQ         | NQ         | NQ         | 29.     | [ 63 ] |

skicross
| Zawodnicy           | Konkurencja       | Rozstawienie | Rozstawienie | 1/8 finału | Ćwierćfinał | Półfinał | Finał/Finał B | Miejsce | Źródło |
| Zawodnicy           | Konkurencja       | Czas         | Miejsce      | Pozycja    | Pozycja     | Pozycja  | Pozycja       | Miejsce | Źródło |
| ------------------- | ----------------- | ------------ | ------------ | ---------- | ----------- | -------- | ------------- | ------- | ------ |
| Christina Födermayr | skicross kobiet   | 1:21.02      | 21.          | 3.         | NQ          | NQ       | NQ            | 22.     | [ 64 ] |
| Adam Kappacher      | skicross mężczyzn | 1:13.58      | 25.          | 3.         | NQ          | NQ       | NQ            | 22.     | [ 65 ] |
| Andrea Limbacher    | skicross kobiet   | 1:19.69      | 18.          | 2. Q       | 3.          | NQ       | NQ            | 11.     | [ 66 ] |
| Katrin Ofner        | skicross kobiet   | 1:19.95      | 19.          | 2. Q       | 3.          | NQ       | NQ            | 12.     | [ 67 ] |
| Johannes Rohrweck   | skicross mężczyzn | 1:12.71      | 10.          | 2. Q       | 2. Q        | 3. QB    | 3. FB         | 7.      | [ 68 ] |
| Tristan Takats      | skicross mężczyzn | 1:13.29      | 19.          | 2. Q       | 4.          | NQ       | NQ            | 15.     | [ 69 ] |
| Robert Winkler      | skicross mężczyzn | 1:14.05      | 30.          | 4.         | NQ          | NQ       | NQ            | 30.     | [ 70 ] |

### Saneczkarstwo
| Zawodnik                                                  | Konkurencja      | 1. przejazd | 1. przejazd | 2. przejazd | 2. przejazd | 3. przejazd | 3. przejazd | 4. przejazd | 4. przejazd | Suma     | Suma    | Źródło        |
| Zawodnik                                                  | Konkurencja      | Czas        | Miejsce     | Czas        | Miejsce     | Czas        | Miejsce     | Czas        | Miejsce     | Czas     | Miejsce | Źródło        |
| --------------------------------------------------------- | ---------------- | ----------- | ----------- | ----------- | ----------- | ----------- | ----------- | ----------- | ----------- | -------- | ------- | ------------- |
| Madeleine Egle                                            | jedynki kobiet   | 59,342      | 17.         | 58,493      | 2.          | 58,542      | 5.          | 58,432      | 3.          | 3:54,809 | 4.      | [ 71 ]        |
| Armin Frauscher Yannick Müller                            | dwójki mężczyzn  | DNS         | DNS         | DNS         | DNS         | DNS         | DNS         | DNS         | DNS         | DNS      | DNS     | [ 72 ] [ 73 ] |
| David Gleirscher                                          | jedynki mężczyzn | 57,407      | 6.          | 58,240      | 12.         | 58,908      | 26.         | 58,617      | 20.         | 3:53,172 | 15.     | [ 74 ]        |
| Nico Gleirscher                                           | jedynki mężczyzn | 59,110      | 27.         | 58,351      | 14.         | 57,370      | 3.          | 57,452      | 5.          | 3:52,283 | 12.     | [ 75 ]        |
| Wolfgang Kindl                                            | jedynki mężczyzn | 57,110      | 2.          | 57,430      | 1.          | 57,117      | 2.          | 57,238      | 2.          | 3:48,895 | srebro  | [ 76 ]        |
| Lorenz Koller Thomas Steu                                 | dwójki mężczyzn  | 58,426      | 3.          | 58,639      | 3.          | —           | —           | —           | —           | 1:57,065 | brąz    | [ 77 ]        |
| Hannah Prock                                              | jedynki kobiet   | 58,762      | 6.          | 58,732      | 5.          | 58,532      | 4.          | 58,798      | 9.          | 3:54,824 | 5.      | [ 78 ]        |
| Lisa Schulte                                              | jedynki kobiet   | 58,523      | 3.          | 59,074      | 12.         | 58,646      | 6.          | 58,642      | 6.          | 3:54,885 | 6.      | [ 79 ]        |
| Madeleine Egle Wolfgang Kindl Thomas Steu / Lorenz Koller | sztafeta         | 1:00,054    | 1. (JK)     | 1:01,342    | 1. (JM)     | 1:02,090    | 2. (DM)     | —           | —           | 3:03,486 | srebro  | [ 80 ]        |

### Skeleton
| Zawodnik             | Konkurencja    | Ślizg 1 | Ślizg 1 | Ślizg 2 | Ślizg 2 | Ślizg 3 | Ślizg 3 | Ślizg 4 | Ślizg 4 | Łącznie | Pozycja | Źródło |
| Zawodnik             | Konkurencja    | Czas    | Pozycja | Czas    | Pozycja | Czas    | Pozycja | Czas    | Pozycja | Łącznie | Pozycja | Źródło |
| -------------------- | -------------- | ------- | ------- | ------- | ------- | ------- | ------- | ------- | ------- | ------- | ------- | ------ |
| Janine Flock         | ślizg kobiet   | 1:02,64 | 14      | 1:02,72 | 10      | 1:02,23 | 8       | 1:02,45 | 15      | 4:10,04 | 10.     | [ 81 ] |
| Samuel Maier         | ślizg mężczyzn | 1:01,36 | 15.     | 1:01,13 | 11.     | 1:01,05 | 13.     | 1:00,95 | 11.     | 4:04,49 | 13.     | [ 82 ] |
| Alexander Schlintner | ślizg mężczyzn | 1:01,56 | 16.     | 1:01,73 | 19.     | 1:01,66 | 19.     | 1:01,24 | 14.     | 4:06,19 | 17.     | [ 83 ] |

### Skoki narciarskie
| Zawodnik                                                     | Konkurencja                | Kwalifikacje | Kwalifikacje | Kwalifikacje | Runda 1.                | Runda 1.                      | Runda 1. | Runda 2.                 | Runda 2.                      | Runda 2. | Suma   | Suma    | Źródło |
| Zawodnik                                                     | Konkurencja                | Odległość    | Punkty       | Miejsce      | Odległość               | Punkty                        | Miejsce  | Odległość                | Punkty                        | Miejsce  | Punkty | Miejsce | Źródło |
| ------------------------------------------------------------ | -------------------------- | ------------ | ------------ | ------------ | ----------------------- | ----------------------------- | -------- | ------------------------ | ----------------------------- | -------- | ------ | ------- | ------ |
| Manuel Fettner                                               | skocznia normalna mężczyzn | 102.0        | 107.5        | 6. Q         | 102.5                   | 134.5                         | 5. Q     | 104.0                    | 136.3                         | 1.       | 270.8  | srebro  | [ 84 ] |
| Jan Hörl                                                     | skocznia normalna mężczyzn | 87.0         | 78.5         | 37. Q        | 98.0                    | 128.9                         | 15. Q    | 97.0                     | 119.9                         | 20.      | 248.8  | 19.     | [ 85 ] |
| Daniel Huber                                                 | skocznia normalna mężczyzn | 90.0         | 90.8         | 23. Q        | 96.0                    | 128.1                         | 19. Q    | 101.5                    | 125.5                         | 10.      | 253.6  | 13.     | [ 86 ] |
| Stefan Kraft                                                 | skocznia normalna mężczyzn | 100.0        | 108.5        | 5. Q         | 98.0                    | 129.2                         | 14. Q    | 99.5                     | 128.9                         | 6.       | 258.1  | 10.     | [ 87 ] |
| Manuel Fettner                                               | skocznia duża mężczyzn     | 128.0        | 120.5        | 11. Q        | 138.5                   | 138.0                         | 5. Q     | 134.0                    | 134.7                         | 12.      | 272.7  | 7.      | [ 84 ] |
| Jan Hörl                                                     | skocznia duża mężczyzn     | 127.0        | 117.0        | 15. Q        | 136.0                   | 135.6                         | 7. Q     | 137.0                    | 135.3                         | 11.      | 270.9  | 9.      | [ 85 ] |
| Daniel Huber                                                 | skocznia duża mężczyzn     | 126.0        | 117.7        | 14. Q        | 133.0                   | 127.4                         | 21. Q    | 132.5                    | 127.7                         | 22.      | 255.1  | 20.     | [ 86 ] |
| Stefan Kraft                                                 | skocznia duża mężczyzn     | 128.5        | 127.6        | 4. Q         | 131.5                   | 127.9                         | 19. Q    | 136.5                    | 136.2                         | 10.      | 264.1  | 13.     | [ 87 ] |
| Lisa Eder                                                    | skocznia normalna kobiet   | —            | —            | —            | 92.0                    | 92.3                          | 15. Q    | 90.0                     | 101.1                         | 7.       | 193.4  | 8.      | [ 88 ] |
| Daniela Iraschko-Stolz                                       | skocznia normalna kobiet   | —            | —            | —            | 91.5                    | 94.1                          | 14. Q    | 80.5                     | 83.9                          | 16.      | 178.0  | 12.     | [ 89 ] |
| Eva Pinkelnig                                                | skocznia normalna kobiet   | —            | —            | —            | 87.0                    | 83.9                          | 18. Q    | 84.0                     | 82.6                          | 17.      | 166.5  | 20.     | [ 90 ] |
| Sophie Sorschag                                              | skocznia normalna kobiet   | —            | —            | —            | DSQ                     | DSQ                           | DSQ      | NQ                       | NQ                            | NQ       | DSQ    | DSQ     | [ 91 ] |
| Daniel Tschofenig                                            | DNS                        | DNS          | DNS          | DNS          | DNS                     | DNS                           | DNS      | DNS                      | DNS                           | DNS      | DNS    | DNS     | [ 92 ] |
| Stefan Kraft Daniel Huber Jan Hörl Manuel Fettner            | konkurs drużynowy mężczyzn | —            | —            | —            | 127,5 130,5 133,0 128,0 | 111.6 116.1 120.2 110.5 458.4 | 2. Q     | 121,5 129.,0 137,5 128,0 | 119.7 115.1 130.5 119.0 484.3 | 1.       | 942.7  | złoto   | [ 93 ] |
| Daniela Iraschko-Stolz Stefan Kraft Lisa Eder Manuel Fettner | konkurs drużyn mieszanych  | —            | —            | —            | DSQ 102,0 96,0 101,0    | 0,0 130,2 113,1 127,4 370,7   | 6. Q     | 84,0 102,0 90,5 102,0    | 86,4 131,2 101,8 127,9 447,3  | 3.       | 818,0  | 5.      | [ 94 ] |

### Snowboarding
freestyle
| Zawodnik         | Konkurencja         | Kwalifikacje | Kwalifikacje | Kwalifikacje | Kwalifikacje | Kwalifikacje | Finał | Finał | Finał | Finał  | Miejsce | Źródło |
| Zawodnik         | Konkurencja         | Z1           | Z2           | Z3           | W            | M            | Z1    | Z2    | Z3    | W      | Miejsce | Źródło |
| ---------------- | ------------------- | ------------ | ------------ | ------------ | ------------ | ------------ | ----- | ----- | ----- | ------ | ------- | ------ |
| Anna Gasser      | big air kobiet      | 73.25        | 62.25        | 80.25        | 153.50       | 6. Q         | 90.00 | 86.75 | 95.50 | 185.50 | złoto   | [ 95 ] |
| Anna Gasser      | slopestyle kobiet   | 50.71        | 75.00        | —            | 75.00        | 4. Q         | 35.01 | 43.58 | 75.33 | 75.33  | 6.      | [ 95 ] |
| Clemens Millauer | slopestyle mężczyzn | 38.71        | 32.06        | —            | 38.71        | 27.          | NQ    | NQ    | NQ    | NQ     | 27.     | [ 96 ] |

równoległy
| Zawodnik           | Konkurencja                | Rozstawienie    | Rozstawienie    | 1/8 finału          | Ćwierćfinał           | Półfinał             | Finał             | Miejsce | Źródło  |
| Zawodnik           | Konkurencja                | Przeciwnik Czas | Przeciwnik Czas | Przeciwnik Czas     | Przeciwnik Czas       | Miejsce              | Finał             | Miejsce | Źródło  |
| ------------------ | -------------------------- | --------------- | --------------- | ------------------- | --------------------- | -------------------- | ----------------- | ------- | ------- |
| Julia Dujmovits    | slalom równoległy kobiet   | 1:27,43         | 5. Q            | Kummer W (-0,20)    | Dekker P (+4,29)      | NQ                   | NQ                | 6.      | [ 97 ]  |
| Benjamin Karl      | slalom równoległy mężczyzn | 1:21,25         | 2. Q            | Jankow W (-0,36)    | Payer W (-1,57)       | Fischnaller W (RDNF) | Mastnak W (+0,82) | złoto   | [ 98 ]  |
| Lukas Mathies      | slalom równoległy mężczyzn | 1:23,75         | 23.             | NQ                  | NQ                    | NQ                   | NQ                | 23.     | [ 99 ]  |
| Alexander Payer    | slalom równoległy mężczyzn | 1:22,10         | 10. Q           | Nowaczyk W (-0,09)  | Karl P (+1,57)        | NQ                   | NQ                | 8.      | [ 100 ] |
| Andreas Prommegger | slalom równoległy mężczyzn | 1:21,37         | 3. Q            | Caviezel W (-0,16 ) | Fischnaller P (+0,51) | NQ                   | NQ                | 6.      | [ 101 ] |
| Daniela Ulbing     | slalom równoległy kobiet   | 1:27,77         | 7. Q            | Farrell W (-0,50)   | Hofmeister W (-0,14)  | Kotnik W (-0,21)     | Ledecká P (DNF)   | srebro  | [ 102 ] |

snowboard cross
| Zawodnik                         | Konkurencja               | Rozstawienie | Rozstawienie | 1/8 finału | Ćwierćfinał | Półfinał | Finał   | Miejsce | Źródło  |
| Zawodnik                         | Konkurencja               | Czas         | Miejsce      | Pozycja    | Pozycja     | Pozycja  | Pozycja | Miejsce | Źródło  |
| -------------------------------- | ------------------------- | ------------ | ------------ | ---------- | ----------- | -------- | ------- | ------- | ------- |
| Jakob Dusek                      | snowboard cross mężczyzn  | 1:17.05      | 3.           | 4.         | NQ          | NQ       | NQ      | 25.     | [ 103 ] |
| Alessandro Hämmerle              | snowboard cross mężczyzn  | 1:17.24      | 4.           | 2. Q       | 1. Q        | 2. Q     | 1       | złoto   | [ 104 ] |
| Julian Lüftner                   | snowboard cross mężczyzn  | 1:17.00      | 2.           | 2. Q       | 1. Q        | 1. Q     | 4       | 4.      | [ 105 ] |
| Lukas Pachner                    | snowboard cross mężczyzn  | 1:18.49      | 14.          | 3.         | NQ          | NQ       | NQ      | 20.     | [ 106 ] |
| Pia Zerkhold                     | snowboard cross kobiet    | 1:24.53      | 9.           | 3.         | NQ          | NQ       | NQ      | 25.     | [ 107 ] |
| Alessandro Hämmerle Pia Zerkhold | drużynowy snowboard cross | —            | —            | —          | 4.          | NQ       | NQ      | 13.     | [ 108 ] |